# Valverdejo
Valverdejo község Spanyolországban, Cuenca tartományban. Valverdejo Alarcón községgel határos. Lakosainak száma 87 fő (2024).

## Népesség
A település népessége az utóbbi években az alábbiak szerint változott:
| Lakosok száma | 146  | 129  | 128  | 116  | 117  | 103  | 97   | 93   | 95   | 87   |
|               | 2001 | 2004 | 2006 | 2009 | 2011 | 2014 | 2016 | 2019 | 2021 | 2024 |